# Барон Клюид
Барон Клуид из Абергеле в графстве Денбишир — наследственный титул в системе Пэрства Соединённого королевства. Он был создан 19 мая 1919 года для либерального политика сэра Джона Робертса, 1-го баронета (1863—1955). Он представлял Западный Денбишир в Палате общин Великобритании (1892—1918). 25 июля 1908 года для него уже был создан титул баронета из Бринвеналта в Килмароне в графстве Денбишир (Баронетство Соединённого королевства). Джон Робертс (1835—1894), отец лорда Клюида, ранее был депутатом парламента от Флинта (1878—1892).
По состоянию на 2023 год носителем баронского титула являлся его правнук, Джон Мюррей Робертс, 4-й барон Клюид (род. 1971), который стал преемником своего отца в 2006 году.

## Бароны Клюид (1919)
- 1919—1955: Джон Герберт Робертс, 1-й барон Клюид (8 августа 1863 — 19 декабря 1955), сын политика Джона Робертса (1835—1894)[1];
- 1955—1987: (Джон) Тревор Робертс, 2-й барон Клюид (28 ноября 1900 — 30 марта 1987), старший сын предыдущего[2];
- 1987—2006: (Джон) Энтони Робертс, 3-й барон Клюид (2 января 1935 — 10 октября 2006), единственный сын предыдущего[3];
- 2006 — настоящее время: Джон Мюррей Робертс, 4-й барон Клюид (род. 27 августа 1971), старший сын предыдущего[4];
  - Наследник титула: достопочтенный Джон Робертс Дэвид (род. 2006), сын предыдущего.